# ジョー・バック

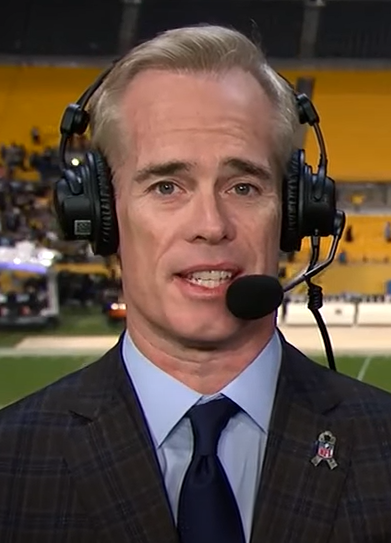

ジョー・バック（Joseph Francis "Joe" Buck、1969年4月25日 - ）は、アメリカ合衆国のスポーツ実況アナウンサー。2022年現在、ESPNでNFLおよびMLBのNo.1実況。これまでエミー賞のスポーツ実況部門を7回受賞（1999年、2001 - 2005年、2011年）している。

## プロフィール
父親は、長年MLB・セントルイス・カージナルスやNFLの実況を務め、放送関係者の殿堂入りであるフォード・C・フリック賞（MLB）およびピート・ロゼール・ラジオ&TV賞（NFL）を受賞したジャック・バック（1924 - 2002年)。
インディアナ大学在学中の1989年からアナウンサーのキャリアをスタート、1991年から父ジャックと同じくカージナルスの実況を担当。
1994年、この年からNFL中継（NFL on FOX）を開始したFOXで実況に抜擢。NFLの地上波全国放送レギュラー実況アナウンサーとしては最年少（25歳）であった。
1996年、かつてCBSでジャックとコンビを組んでいたティム・マッカーバーとのコンビで「MLB on FOX」の実況を担当。同年のワールドシリーズも担当。マッカーバーが引退する2013年までコンビを組んでいた。2014年からはハロルド・レイノルズやトム・バーダッチ（スポーツ・イラストレイテッド編集委員）、2017年からはジョン・スモルツと組んでいる。
2002年からは、トロイ・エイクマン、クリス・コリンズワース（2004年まで）とチームを組みNFL on FOXの実況に復帰。MLB on FOXも引き続き担当。同一シーズンでMLBとNFL両方の地上波全国放送を担当するのは、カート・ガウディ（NBC）、アル・マイケルズ（当時ABC）に次ぎ史上3人目。
2005年（2004年シーズン）には第39回スーパーボウルの実況を史上最年少（35歳）で担当。2004年のワールドシリーズでも実況したため、同一シーズンでワールドシリーズとスーパーボウルの両方を実況した2人目（アル・マイケルズに次ぐ）のアナウンサーとなった。
2015年より、グレッグ・ノーマンとコンビを組み、全米オープンゴルフ選手権の実況を担当する予定。
2021年, 人気クイズ番組 Jeopardy! シリーズ37の最終週（2021年8月8日から8月13日）のホストに選ばれた。
実況スタイルは静かなのが特徴で、感情を爆発させる事は少ない。そのスタイルで長年全国放送を務めてきたため、それが度々批判の的となることもある。

## 主な実況実績
- NFL on FOX（1994 - 1997年、2002年 - ）
  - スーパーボウル（第39回、第42回、第45回、第48回、第51回、第54回）
- MLB on FOX（1996年 - ）
  - ワールドシリーズ（1996年、1998年、2000年 - ）
  - オールスターゲーム（1997年、1999年、2001年 - ）
- JEOPARDY! (2021年)
  - シリーズ37の最終週（2021年8月8日から8月13日）を開催する予定